# Jane Greaves
Jane S. Greaves ist eine britische Astronomin (Exoplaneten und ihre Bewohnbarkeit und Verbindungen zum Sonnensystem) und Hochschullehrerin an der University of Cardiff.

## Leben
Jane Greaves studierte an der Universität Oxford und der Queen Mary University of London. Sie promovierte 1990 und habilitierte sich 2015. Anschließend übernahm sie eine Professur für Astrophysik an der University Cardiff. Ihre akademischen Stationen waren die University of St. Andrews, das Royal Observatory Edinburgh, das James Clerk Maxwell Telescope sowie die University of Massachusetts. Derzeit arbeitet sie im Institut für Astronomie für astrophysikalische Forschung und Technologie an der Universität Cardiff.
Dort lehrt sie die Bachelor-Module „Die Sterne und ihre Planeten, Beobachtung des Universums und Beobachtungstechniken“ für das 2. Studienjahr.

## Werk
Sie befasst sich mit der Beobachtung von sich bildenden Planeten und Staubgürteln um nahe Sterne und ist Leiterin des Planet-Earth Building-Blocks Legacy eMERLIN Survey (PEBBLeS), das thermische Strahlung von kieselgroßen Staubpartikeln in Regionen um Sternen, in denen Planeten entstehen, finden soll. Außerdem befasst sie sich mit der Verbindung der Beobachtungen in anderen Sternsystemen zum Sonnensystem und den Möglichkeiten der Entstehung von Leben darin. Dazu untersuchte sie Pluto (erste Beobachtung der höheren Atmosphäre 2011) und vereiste Monde von Jupiter und Saturn, bei denen die Möglichkeit von Leben besteht. Greaves nutzt Teleskope im fernen Infrarot und Submillimeter-Bereich.
1999 bestätigte sie den Goldreich-Kylafis-Effekt (GK), nach dem unter bestimmten Bedingungen die Molekülspektren interstellarer Gase polarisiert sind, was Rückschlüsse auf die Richtung des Magnetfelds in der Gaswolke liefert. 2000 erstellte sie eine Karte des magnetischen Feldes einer Starburstgalaxie. 2008 gelang ihr die erste Aufnahme eines Vorläufers eines braunen Zwergs und die Entdeckung eines Protoplaneten in der protoplanetaren Scheibe um HL Tauri. 2017 gelang ihr der erste Nachweis von Molekülen (wie Methanol) aus dem Saturnmond Enceladus von der Erde aus.
Mit Wayne S. Holland u. a. beobachtete sie mit dem James-Clerk-Maxwell-Teleskop (Scuba-Kamera) die thermische Strahlung von Staubscheiben um nahe Sterne im Submillimeter-Bereich, darunter auch ein dem jungen Sonnensystem ähnlichen Staubring (ähnlich dem Kuiper-Gürtel) um Epsilon Eridani.
2018 untersuchte sie mit dem William Herschel Telescope auf La Palma den Gehalt an Phosphor in den Überresten der Supernovaexplosion im Krebsnebel und fand sehr viel weniger als zuvor im Supernovaüberrest Cassiopeia A gefunden wurde. Da Phosphor ein für das Leben wichtiges Element ist, hat das auch mögliche Auswirkungen auf die Einschätzung der Häufigkeit außerirdischen Lebens. Wegen solch starker Unterschiede im Gehalt chemischer Elemente bei Resten von Supernovaexplosionen könnte es vom Zufall abhängen, ob genug Phosphor in Form von Meteoriten einen Planeten erreicht.
2011 gab sie die Entdeckung von Kohlenmonoxid in der Atmosphäre von Pluto mit dem JCMT bekannt, nachdem 2000 noch mit IRAM noch kein Kohlenmonoxid nachgewiesen werden konnte. Die Atmosphäre reicht mit 3000 km weiter hinaus als bis dahin vermutet und die Kohlenmonoxidkonzentration ist doppelt so hoch wie der untere Grenzwert, den IRAM bestimmte, was darauf hindeutet, dass die Konzentration in den zehn Jahren seitdem zunahm. Zuvor war Methan in der Atmosphäre von Pluto nachgewiesen worden.
2017 und 2019 fand sie in der höheren Venus-Atmosphäre Phosphin, ein instabiles Molekül, dessen Vorhandensein in der Venus-Atmosphäre nicht erklärt werden kann, aber auf der Erde ein Stoffwechselprodukt von Bakterien ist. Später reduzierte Greaves die Angaben über die Phosphin-Konzentration, verteidigte aber weiterhin ihren Fund gegen Kritik.

## Ehrungen
2000 war sie Noman Lockyer Fellow der Royal Astronomical Society. 2017 erhielt sie die Fred Hoyle Medal and Prize für bedeutende Beiträge zu unserem Verständnis der Entstehung von Planeten und Bewohnbarkeit von Exoplaneten über die Beobachtung von Staub- und Trümmerscheiben um sonnenähnliche Sterne mit Teleskopen im fernen Infrarot (Laudatio). 2021 war sie Kavli-Lecturer der AAS.

## Schriften (Auswahl)
Außer die in den Fußnoten zitierten Arbeiten.
- mit W. Holland, M.Pound: Star-like activity from a very young ‘isolated planet’, Monthly Notices of the Royal Astronomical Society, Band 346, 2003, S. 441–446
- mit D. A. Fischer, M. C. Wyatt, C. A. Beichman, G. Bryden: Predicting the frequencies of diverse exo-planetary systems, Monthly Notices Roy. Astron. Soc., Band 378, 2007, L1-L5, Online
- mit M. C. Wyatt, G. Bryden: Debris discs around nearby solar analogues,  Monthly Notices Roy. Astron. Soc., Band 397, 2009, S. 757–762
- mit W.K. M. Rice: Have protoplanetary discs formed planets ?, Monthly Notices Roy. Astron. Soc., Band 407, 2010, S. 1981–1988